# エンゼル・ハート
『エンゼル・ハート』（英: Angel Heart）は、1987年制作のアメリカ映画。原作はウィリアム・ヒョーツバーグの小説『堕ちる天使』。
2トンもの牛の血が天井から降るという演出があり、原作はその凄惨な内容から「悪魔のバイブル」とも呼ばれ、アメリカでは廃刊運動まで起こった。
原作では全編ニューヨークが舞台だが、映画は監督の意向でニューオーリンズも舞台になっている。
日本でのキャッチコピーは「人間には、知ってはならないことがある──。」。

## ストーリー
1955年、ブルックリンに事務所を構える私立探偵ハリー・エンゼルは、ワインサップ弁護士を通じて謎めいた紳士ルイ・サイファーから人探しを依頼される。第二次世界大戦以前に人気があった歌手のジョニー・フェイバリットは、従軍後に戦争神経症を病んで精神病院に入院していた。ワインサップの下へは証明書が送付されておりジョニーの生存は確認されていたが、サイファーを伴って病院を訪れたところ、ジョニーは病院にはいなかった。サイファーは事を荒立てずにジョニーの生死を確認するため、調査を依頼したのだ。
依頼を受けたハリーは、ジョニーが入院していたというハーベスト記念病院を訪れるが、看護師に1943年12月に転院したとの書類を見せられる。しかし、転院日付の文字が明らかに別の筆跡で、しかも1943年には未だ一般的ではなかったボールペンで書かれていたことにハリーは違和感を覚えた。
ハリーは続いて、ジョニーの担当医だったファウラー医師と連絡を取ろうとするが果たせず、電話帳から住所を調べ、留守のファウラー宅へ忍び込んだ。冷蔵庫の中にモルヒネを不法に所持しており、自身が中毒になっていたファウラーを問い詰め、2万5千ドルと引き換えに男女にジョニーを引き渡した上で入院中のように擬装を行ったことを聞きだすと、さらなる証言を引き出すべく、禁断症状を起こしかかっていたファウラーからモルヒネを取り上げ、監禁、放置。一旦、医師宅を出てダイナーで食事を採り戻るが、ファウラーは右眼を銃で撃ち抜かれた死体となっていた。ハリーは、ファウラーが自殺したかのように擬装し、部屋の中に残っている自分の指紋を拭きとって、医師宅を後にする。
レストランでゆで卵を食べていたサイファーへこれまでの調査結果を告げ、自分がファウラーの殺人容疑者になることを理由に依頼を打ち切ろうとしたハリーだが、サイファーの提示した5千ドルの即金に、調査を継続することにした。
ハリーは、ニューヨーク・タイムズに勤める女性に依頼して、ジョニーの情報を得た。ジョニーが所属していた楽団、友人のトゥーツ、婚約者のマーガレット、愛人のエバンジェリンといった情報を得る。調査を続けるハリーはコニーアイランド、ルイジアナ州へとおもむき、そこで今は占い師をしているマーガレット・クルーズマークに会う。占いにかこつけて情報を得ようとしたハリーだが、分かったのはジョニーとハリーが同じ年に生まれたことと、マーガレットはジョニーが12年前に死んだものとしていることくらいだった。ハリーは、マーガレットと同じくルイジアナにいるエバンジェリンを探すが、8年前に死んでいたことが判る。代わりにエバンジェリンの娘のエピファニーと出会った。その夜、ハリーはライブハウスで演奏しているトゥーツに取材記者を騙って会うが、トゥーツは相手にしてくれない。ジョニーの名前を出したハリーは、警戒され、警告と共にライブハウスをたたき出された。それでもハリーは、ライブハウスを後にしたトゥーツを尾行し、ブードゥー教の秘密の儀式が行われている場に出くわす。そこではニワトリの首を掻き切り、血を浴びながら歌い踊る男女がいた。その中にはトゥーツとエピファニーも。儀式を終え自宅に戻ったトゥーツをハリーは問い詰め、エピファニーが母エバンジェリンと同じく儀式の巫女として中心的な人物であることを知る。
翌朝、ホテルの部屋で寝ていたハリーを刑事がおとずれ、トゥーツが殺害されたことを告げる。ハリーは再び訪れたマーガレットの家で、マーガレットもまた殺されていることを知る。
ハリーが再びエピファニーを訪ねると、ジョニーはエピファニーの父親であると告げられる。エピファニーと心が通じ合ったハリーは、エピファニーと一夜を共にする。
そしてハリーは、マーガレットの父親イーサンから、ジョニーを病院から連れ出したのがイーサンの手の者であること、イーサンもジョニーもマーガレットも悪魔崇拝者であり、ジョニーはスターになるために自分の魂を魔王へ売り渡したこと、更には魔王の手から逃れるため若い兵士の心臓を食べて生贄とし、魂を盗む儀式を行ったことを告げられる。
ハリーこそがジョニー本人であり、生贄になった若い兵士の名前がハリーこと「ハロルド・エンゼル」なのであった。劇中のハリーは、殺害されたハリーの人格が表面に出ている状態だったのだ。ハリーの前に現れたルイ・サイファーも自分の正体（ルシファー）を明かす。その時、ハリー=ジョニーの記憶は蘇えり、ファウラー、トゥーツ、マーガレットらを殺したのも自分自身だったと判明する。
ホテルの部屋に戻ったハリーを刑事たちが待ち受ける。部屋ではエピファニーが無残な殺され方をしていた。エピファニーの子供（ハリーにとっては孫にあたる）の目がルシファーと同じ異様なものになっており、ハリーのことを告発するように指差すのだった。
刑事たちに連行されハリーを乗せたエレベータが下って行き、物語は幕を下ろす。

## キャスト
| 役名                         | 俳優                         | 日本語吹替                          | 日本語吹替                     |
| 役名                         | 俳優                         | フジテレビ版                        | テレビ朝日版                   |
| ---------------------------- | ---------------------------- | ----------------------------------- | ------------------------------ |
| ハリー・エンゼル             | ミッキー・ローク             | 磯部勉                              | 安原義人                       |
| ルイ・サイファー             | ロバート・デ・ニーロ         | 津嘉山正種                          | 瑳川哲朗                       |
| エピファニー                 | リサ・ボネット               | 島本須美                            | 佐々木優子                     |
| マーガレット・クルーズマーク | シャーロット・ランプリング   | 沢田敏子                            | 此島愛子                       |
| イーサン・クルーズマーク     | ストッカー・ファウンテリエ   | 鈴木瑞穂                            | 山内雅人                       |
| ファウラー医師               | マイケル・ヒキンズ           | 阪脩                                | 千葉耕市                       |
| トゥーツ・スウィート         | ブラウニー・マッギー         | 坂口芳貞                            | 坂口芳貞                       |
| コニー                       | エリザベス・ウィットクラフト | さとうあい                          | 高島雅羅                       |
| ジョン牧師                   | ジェラルド・オレンジ         | 大木民夫                            | 谷口節                         |
| ワインサップ                 | ダン・フロレク               | 池田勝                              | 有本欽隆                       |
| マミー                       | ペギー・サヴィアー           | 青木和代                            | 青木和代                       |
| スターン刑事                 | エリオット・キーナー         | 今西正男                            | 増岡弘                         |
| 看護師                       | キャスリーン・ウィルホイト   | 滝沢久美子                          | 滝沢久美子                     |
| 日本語版制作スタッフ         |                              |                                     |                                |
| 演出                         | 演出                         | 蕨南勝之                            | 福永莞爾                       |
| 翻訳                         | 翻訳                         | 鈴木導                              | 武満眞樹                       |
| 調整                         | 調整                         | 遠西勝三                            | 金谷和美                       |
| 効果                         | 効果                         | 南部満治 大橋勝次                   | 南部満治 大橋勝次 河合直       |
| 担当                         | 担当                         | 山形淳二                            | 猪谷敬二                       |
| 制作                         | 制作                         | ニュージャパンフィルム              | ニュージャパンフィルム         |
| 解説                         | 解説                         | 高島忠夫                            | 淀川長治                       |
| 初回放送                     | 初回放送                     | 1989年7月1日 『ゴールデン洋画劇場』 | 1991年1月27日 『日曜洋画劇場』 |

※TCエンタテインメント発売のBlu-rayには全2種の吹き替えを収録